# バジルドン
バジルドン (Basildon) は、イングランド・エセックスのタウンで、バラ・オブ・バジルドンの主要エリアを占めている。
ロンドン中心部から東へ40km、チェルムスフォードの南に18kmに位置している。第二次世界大戦後の1948年に、ロンドンの人口増加分を収容するため、4つのヴィレッジを合併させる形でニュータウンとして建設された。合併した4つのヴィレッジのうち、最も中心にあったヴィレッジが、バジルトンであったため、全体のエリアをバジルトンと呼ぶようになった。

## 姉妹都市
- モー、 フランス
- ハイリゲンハウス、 ドイツ
- グウェル、 ジンバブエ

## 出身人物
- ジェームズ・トムキンス - サッカー選手
- ジャスティン・エディンバラ - 元サッカー選手、サッカー指導者　2019年死去
- マイケル・カイトリー - サッカー選手
- デペッシュ・モード - ロックバンド。メンバーそれぞれの出身地は異なる。